# Maison Bleau
La maison Bleau est une maison de ferme de style néoclassique située au 13200, boulevard Gouin Est à Montréal au Québec (Canada). Cette habitation construite entre 1851 et 1861 est l'une des rares maisons de ferme en bois construite avant 1900 à subsister sur l'île de Montréal. Elle est située dans le parc-nature de la Pointe-aux-Prairies. Elle a été citée immeuble patrimonial par la Ville de Montréal en  2008.